# بلاب (کمیک)
بلاب (به انگلیسی: Blob) با نام اصلی فردریک «فرد» جی. دوکس، یک شخصیت خیالی ابرشرور در کتاب‌های کامیک آمریکایی منتشر شده توسط مارول کامیکس است، که اغلب به عنوان دشمن مردان ایکس به‌شمار می‌رود. شخصیت بلاب توسط نویسنده استن لی و طراح جک کربی خلق شده‌است که برای اولین بار در شمارهٔ ۳ مردان-ایکس (ژانویه ۱۹۶۴) حضور پیدا کرد.
بلاب عضو یکی از زیرشاخه‌های بشریت با نام جهش‌یافته‌ها به‌شمار می‌رود که با توانایی‌های ابرانسانی به دنیا آمده‌است. او دارای مقاومت ابرانسانی در مقابل آسیب‌های فیزیکی است، بافت چربی که در بر دارندهٔ روپوست بلاب است، قادر به جذب گلولهٔ تفنگ، گلوله توپ، بازوکا و حتی اژدر است. پوست بلاب غیرقابل نفوذ، برش، یخ‌زدگی یا تأثیرپذیر از هر گونه بیماری است. اما پوست او تا حدودی مقاومت کمتری نسبت به سوختگی دارد، همچنین چشم‌ها، گوش‌ها، بینی، و دهان او مقاومت کمتری به آسیب نسبت به دیگر نقاط بدنش دارند.
کوین دورند نقش شخصیت بلاب را در فیلم خاستگاه مردان ایکس: ولورین (۲۰۰۹) ایفا کرده‌است.